# Bohdanî, Zolotonoșa
Bohdanî (în ucraineană Богдани) este o comună în raionul Zolotonoșa, regiunea Cerkasî, Ucraina, formată numai din satul de reședință.

## Demografie
Componența lingvistică a comunei Bohdanî
     Ucraineană (98,65%)
     Rusă (1,18%)
     Alte limbi (0,17%)
Conform recensământului din 2001, majoritatea populației comunei Bohdanî era vorbitoare de ucraineană (98,65%), existând în minoritate și vorbitori de rusă (1,18%).